# Ислям в България
Мюсюлманското население на България включва главно турци, българи (помаци) и цигани и живее най-вече в Североизточна България и Родопите. Известна част от мюсюлманите в България са български граждани-имигранти от арабските страни, Афганистан и Иран. 

## Брой и географско разпределение
Според преброяването от 2021 г. общият брой на самоопределилите се като мюсюлмани в страната е 638 708 души, или около 10,8% от посочилите вероизповедание, като същевременно само турското малцинство е 508 378 души.
Повечето български мюсюлмани са сунити, тъй като сунизмът е формата на ислям, официално поддържана от Османската империя, управлявала страната в продължение на пет века. Представени са и шиитски общности, като къзълбаши и бекташи. В България шиитите често са наричани "алиани" (алевити) и наброяват около 50 хиляди души. Те живеят най-вече в районите на Разград, Търговище и Тутракан. Според Мидхат паша те са главно потомци на българи, приели исляма.
Към 1987 г. мюсюлманите в България имат 1267 джамии и 533 ходжи. Мюсюлманската йерархия е оглавявана от главен мюфтия и осем регионални мюфтии, заемащи поста за петгодишен срок. Най-голямата джамия в страната е Томбул джамия в Шумен, построена през 1744.

## Държавна политика към мюсюлманите
След Освобождението и въвеждането на военна повинност за всички български граждани, службата на мюсюлмани в армията става причина за известни напрежения. Заповед от 1880 година създава определени изключения за мюсюлманите военнослужещи – от униформите им са премахнати кръстовете, разрешено им е да не свалят шапка по време на общи молитви, определени са места за религиозните им дейности. Същата заповед регламентира назначаването на военни имами.
Българските мюсюлмани се превръщат в обект на преследване в последните години на режима на Тодор Живков. Комунистическото правителство обявява традиционните мюсюлмански вярвания за противоречащи не само на комунизма, но и българското национално самосъзнание. В рамките на т.нар. Възродителен процес мюсюлманите трябвало да се откажат, уж „доброволно“ от традиционните си имена, а в действителност това бе извършено чрез принуда. През 1989, следствие на грубо насилие от страна на органи на комунистическото правителство, няколкостотин хиляди души са принудени да напуснат домовете си и да заминат за Турция.
След падането на комунистическия режим българските мюсюлмани, както и изповядващите други религии, се ползват от конституционно гарантирана религиозна свобода. В много градове и села са построени нови джамии, а на някои места се провеждат курсове по изучаване на Корана.

## Отношение на християните в България към исляма
Вследствие на факта, че българските земи в продължение на около пет века са включени в Османската империя – една теократична ислямска държава – в края на 19 век отношението на българите християни към исляма може да се определи като отрицателно. Стереотипи за негативно отношение към ислямската религия намират отражение в класическата българска художествена литература, като „Криворазбраната цивилизация“ на Добри Войников или „Записки по българските въстания“ на Захарий Стоянов , както и в български пословици и поговорки:
- Потурчила се Мара да не носи свински цървули, а тя обула кучешки.[6]

Дългото съвместно съжителство между християни и мюсюлмани изгражда и положителни образи на представителите на исляма – например образът на мъдрия стар кадия (съдия), който криво седи, право съди.
Уважението към мюсюлманите може да се види в произведенията на българските литературни класици като Йордан Йовков и героят му Сали Яшар от „Песента на колелетата“ 